# Eusyllinae
Eusyllinae é uma subfamília de anelídeos poliquetas silídeos que engloba 6 gêneros. Indivíduos dessa subfamília podem ser identificados por possuírem palpos (órgãos sensoriais) parcialmente fundidos, livres em toda a metade distal, cirros dorsais lisos ou pseudoarticulados, apêndices cefálicos longos filiformes, não fazem ninhada de ovos e com reprodução por epigamia. 

## Gêneros
Os gêneros da subfamília estão representados na tabela abaixo: 
| Eusyllis      |
| Nudisyllis    |
| Odontosyllis  |
| Opisthodonta  |
| Pionosyllis   |
| Synmerosyllis |